# Merry Clayton
Merry Clayton (New Orleans, 25 dicembre 1948) è una cantante e attrice statunitense.

## Carriera
Ha avviato la propria carriera musicale nel 1962, a soli 14 anni, quando ha duettato con Bobby Darin nel brano Who Can I Count On? (When I Can't Count on You). Nel 1964 registrò la prima versione di The Shoop Shoop Song (It's in His Kiss), brano portato al successo da Betty Everett nello stesso anno.
Ha collaborato con Ray Charles (come membro del gruppo The Raelettes, di cui ha fatto parte nel periodo 1966-1968), Pearl Bailey, Phil Ochs, Burt Bacharach, Joe Cocker, Linda Ronstadt, Carole King e anche con Neil Young; in quanto appare come corista dell'album d'esordio Neil Young del 1969.
In particolare è nota per aver partecipato come voce femminile alle registrazioni del brano Gimme Shelter con i The Rolling Stones per l'album Let It Bleed del 1969. In alcune versioni è accreditata come Mary Clayton.
Nel 1970 ha inciso una sua versione di Gimme Shelter, che è diventata la "title track" del suo album di debutto da solista.
È stata anche corista per i Lynyrd Skynyrd per il famoso brano Sweet Home Alabama.
Ha partecipato alle registrazioni di brani per colonne sonore (Anche gli uccelli uccidono, Dirty Dancing, The Nude Bomb). Nel 1987 recita nel film A servizio ereditiera offresi. Nel 1994 provvede ai cori del brano Cornflake Girl di Tori Amos.
Nel 2013 partecipa al documentario 20 Feet from Stardom, vincitore dell'Oscar al miglior documentario.
Partecipa a due tracce dell'album A Head Full of Dreams dei Coldplay, uscito nel 2015.

### Vita privata
Dal 1970 fino al 2002 (morte di lui) è stata sposata con il musicista jazz Curtis Amy.

## Discografia parziale
- 1970 - Gimme Shelter
- 1971 - Celebration
- 1971 - Merry Clayton
- 1975 - Keep Your Eye on the Sparrow
- 1979 - Emotion
- 1994 - Miracles

## Filmografia
- Blame It on the Night, regia di Gene Taft (1984)
- A servizio ereditiera offresi (Maid to Order), regia di Amy Holden Jones (1987)
- 20 Feet from Stardom, regia di Morgan Neville (2013)